# オクタノール
オクチルアルコール (octyl alcohols) または オクタノール (octanols) とは、炭素数8の脂肪族一価アルコールの総称である。
n-オクタノール、イソオクチルアルコール、2-エチルヘキサノールなど、構造異性体が存在する。このうち、2-エチルヘキサノールについては当該記事を参照。

## n-オクタノール
n-オクタノール（ノルマルオクタノール）は、脂肪族アルコールで、示性式が CH3(CH2)7OH と表される。IUPAC名は 1-オクタノール (1-ocatanol) またはn-オクチルアルコール (octyl alcohol)。別の慣用名としてカプリルアルコール (capryl alcohol) とも呼ばれる。粘性の高い無色の液体。
主に、酢酸オクチルなどのエステル原料として使用される。
液体クロマトグラフィー・薬学などの分野で、ある物質の親水性や疎水性の指標として、水-オクタノール系における分配係数 (Log P) が利用される。

## イソオクチルアルコール
イソオクチルアルコール (isooctyl alcohol) またはイソオクタノール (isooctanol) とは、R を分枝ヘプチル基 (C7H15) としたとき、RCH2OH と表される分枝脂肪族アルコールの混合物。CAS登録番号は [26952-21-6]。